# Sabrina Godard-Monmarteau
Pour les articles homonymes, voir Godard.
Sabrina Godard-Monmarteau, née le 4 juillet 1981 à Vierzon, est une triathlète et duathlète française, championne de France de duathlon.

## Biographie

### Jeunesse
Sabrina Godard grandit dans le département du Cher et commence le sport à l'âge de sept ans par le tennis, puis deux ans après avec la natation, à laquelle elle s'adonne avec assiduité. Ses progrès dans ce sport restant limités, à l'âge de 17 ans, elle s'essaye à la course à pied et bat un record du Cher dans la catégorie cadettes sur 3 000 m en 12 min 8 s. Ce bon résultat l'emmènera à s'inscrire au club de triathlon de Bourges, mais restant handicapée par la natation et voyant le niveau augmenter sur le Grand Prix de triathlon, elle décide d'axer ses objectifs sur le duathlon et le triathlon longue distance.

### Carrière en duathlon et triathlon
Après de nombreuses places sur les podiums des championnats de France de duathlon et de triathlon longue distance entre 2009 et 2015, elle devient championne de France de duathlon en 2016. Au niveau international, elle prend deux médailles de bronze aux championnats d'Europe et du monde de duathlon, toujours au même moment où sa coéquipière de l'équipe de France Sandra Levenez obtient la première place.
En 2016, au terme d'une course mouvementée et incertaine, elle remporte son premier titre national. Le début de la course est emmené par Delphine Pasquer qui tente de prendre dès la mi-parcours de la première course à pied le contrôle de l'épreuve. La première transition dégage un groupe de huit concurrentes qui arrivent inchangé à la seconde transition, aucune attaque n'ayant permis de creuser quelques écarts significatifs. Au départ de la seconde course à pied, Julie Chuberre Dodet sur une accélération, tente de marquer des écarts, mais est suivi par l'Allemande Kristina Ziemons et Sabrina Montmarteau. Cette dernière dans le dernier kilomètre porte son effort au maximum pour passer la ligne en vainqueur dans une grande émotion et remporter le titre de championne de France en 1 heure, 3 minutes et 45 secondes.

### Autre pratique sportive
Elle pratique également pendant la période hivernale le cross-country (championne régional Centre de 2010 à 2013), elle finit 22e des championnats de France en 2011.

### Vie privée
Sabrina Godard se marie avec Pascal Monmarteau ancien triathlète, 13e des championnats de France de triathlon longue distance en 1992, et entraîneur des équipes masculine et féminine de duathlon du « Tri Sud 18 ». Le 1er mai 2012, Pascal est victime d'un accident domestique, il meurt à l'hôpital de Châteauroux dans la soirée, Sabrina Godard continue avec courage et détermination leur passion commune pour devenir championne de France de duathlon en 2016.

## Palmarès
Le tableau présente les résultats les plus significatifs (podium) obtenus sur le circuit national et international de triathlon et de duathlon depuis 2009.
| Année | Compétition                                      | Pays     | Position           | Temps           |
| ----- | ------------------------------------------------ | -------- | ------------------ | --------------- |
| 2016  | Championnat de France de duathlon                | France   | Médaille d'or      | 1 h 3 min 32 s  |
| 2014  | Championnat de France de duathlon                | France   | Médaille d'argent  | 1 h 4 min 51 s  |
| 2014  | Powerman - Championnat d'Europe                  | Pays-Bas | Médaille d'argent  | 3 h 8 min 23 s  |
| 2014  | Championnat du monde de duathlon                 | Espagne  | Médaille de bronze | 2 h 5 min 42 s  |
| 2014  | Championnat du monde de duathlon en relais mixte | Espagne  | Médaille d'or      | 1 h 33 min 19 s |
| 2013  | Championnat de France de duathlon                | France   | Médaille de bronze | 1 h 6 min 46 s  |
| 2012  | Championnat de France de duathlon                | France   | Médaille d'argent  | 1 h 6 min 15 s  |
| 2011  | Championnat d'Europe de duathlon                 | Irlande  | Médaille de bronze | 1 h 54 min 3 s  |
| 2011  | Championnat de France de duathlon                | France   | Médaille d'argent  | 1 h 1 min 33 s  |
| 2009  | Championnat de France de duathlon                | France   | Médaille de bronze | 1 h 6 min 14 s  |

| Année | Compétition                                        | Pays   | Position           | Temps           |
| ----- | -------------------------------------------------- | ------ | ------------------ | --------------- |
| 2017  | Championnat de France de triathlon longue distance | France | Médaille d'argent  | 4 h 47 min 47 s |
| 2015  | Championnat de France de triathlon longue distance | France | Médaille d'argent  | 4 h 40 min 44 s |
| 2014  | Championnat de France de triathlon longue distance | France | Médaille d'argent  | 4 h 46 min 50 s |
| 2011  | Championnat de France de triathlon longue distance | France | Médaille de bronze | 3 h 57 min 39 s |
| 2010  | Championnat de France de triathlon longue distance | France | Médaille de bronze | 4 h 50 min 40 s |

## Records personnels
| Épreuve    | Épreuve       | Performance     |
| ---------- | ------------- | --------------- |
| Athlétisme | Marathon      | 2 h 48 min 37 s |
| Athlétisme | Semi-marathon | 1 h 20 min 53 s |
| Athlétisme | 10 000 m      | 34 min 21 s     |
| Natation   | 800 m         | 10 min 48 s     |
| Natation   | 400 m         | 5 min 17 s      |